# Alfons X (metropolitana di Barcellona)
Alfons X è una stazione della linea 4 della metropolitana di Barcellona situata sotto la Ronda del Guinardó nel distretto di Horta-Guinardó.
La stazione è stata inaugurata nel 1974 e faceva parte dell'antica Linea IV, con il nome di Alfonso X. Nel 1982 con la riorganizzazione delle linee la stazione passò a far parte della L4 e cambiò il nome nella forma catalana attuale di Alfons X.

## Accessi
- Plaça d'Alfons X
- Ronda del Guinardó
- Carrer de Lepant